# Vladimir Petrovič Vetčinkin
Vladimir Petrovič Vetčinkin (in russo Владимир Петрович Ветчинкин?; Kutno, 29 giugno 1888, 17 giugno del calendario giuliano – Mosca, 6 marzo 1950) è stato uno scienziato sovietico.

## Biografia
Figlio di un ufficiale, nacque nel 1888 a Kutno, in Polonia, all'epoca nell'Impero russo. Concluse nel 1915 gli studi alla Scuola tecnica imperiale, dove fu l'allievo prediletto di Nikolaj Žukovskij, di cui è spesso considerato l'erede e con cui collaborò sia nel Laboratorio di aerodinamica della Scuola tecnica, sia nella costituzione, nel 1918, dell'Istituto centrale di aeroidrodinamica (TsAGI).
Fin dal 1914 Vetčinkin aveva lavorato con Anatolij Ufimcev ad un impianto eolico ad alto rendimento per la produzione di energia elettrica, e per sostenere questo tipo di lavoro Žukovskij costituì allo TsAGI un Reparto aeromotori, che nel 1929, a Kursk, realizzò un generatore eolico da otto kilowatt. Per conservare l'energia durante l'assenza di vento veniva utilizzato un volano di 360 chilogrammi posto in una camera a vuoto.
Dal 1921 Vetčinkin tenne conferenze sulla missilistica e i viaggi spaziali, nel 1923 divenne professore all'Accademia di Ingegneria Aeronautica Militare Žukovskij e tra il 1925 e il 1927 effettuò studi sugli aerei a reazione e prese parte all'attività dell'Istituto di ricerca sui motori a reazione.
Il 26 gennaio 1926 il Dipartimento tecnico-scientifico del Consiglio superiore di economia statale (VSNCh) gli commissionò una relazione su un manoscritto di Jurij Kondratjuk dal titolo O mežplanetnych putešestvijach (in russo О межпланетных путешествиях?, Sui viaggi interplanetari). Nel testo lo studioso, fino ad allora sconosciuto, arrivava autonomamente alle conclusioni di Ciolkovskij e si spingeva oltre. Vetčinkin riconobbe il talento di Kondratjuk e insistette per convocarlo a Mosca.
Successivamente, Vetčinkin portò avanti allo TsAGI studi nel campo della dinamica dei voli missilistici.
Morì a Mosca nel 1950.

## Onorificenze

### Altre onorificenze
- Scienziato benemerito della RSFS Russa (1946).